# Baranów (Powiat Kępiński)
Baranów (deutsch Baranow, älter Baronau, 1943–1945 Rundstätt) ist ein Dorf im Powiat Kępiński der Woiwodschaft Großpolen in Polen. Es ist Sitz der gleichnamigen Landgemeinde mit etwas mehr als 7900 Einwohnern. Das Dorf selbst hat etwa 1500 Einwohner. Es liegt etwa 147 km südöstlich von Posen, der Hauptstadt der Woiwodschaft Großpolen.

## Geschichte
Frühester Beleg für die Anwesenheit von Menschen auf dem heutigen Gemeindegebiet sind Funde aus der Bronzezeit und der frühen Eisenzeit. Dabei handelt es sich um Spuren von Siedlungen und Friedhöfen.
Anfänglich gehörte das Gebiet um Ostrzeszów und Kępno in der Zeit der Piasten politisch zu Schlesien, wurde aber am wahrscheinlichsten um das Jahr 1146 zum Teil Großpolens. Aus dieser Zeit rührte die bis 1821 bestehende Zugehörigkeit zum Bistum Breslau.
Durch archäologische Untersuchungen konnte nachgewiesen werden, dass es im frühen Mittelalter zwei Burgen in unmittelbarer Nähe des Flusses Janica gegeben hat. Es ist möglich, dass eine von ihnen im Jahr 1323 einmalig als Luchsberch urkundlich erwähnt wurde, als sie vom Herzog Konrad I. von Namslau mit den Burgen in Langelnbort (Kępno) und Bolesławiec abgetreten wurde. Der im Jahr 1250 als Baranow erstmals erwähnte besitzanzeigende Name ist vom Personennamen Baran (auch Hausschaf) abgeleitet.
Vor 1426 erlangte die Siedlung im Weluner Land Stadtrechte und war danach Messe- und Marktort. 1532 werden erstmals ein Stadtrat und ein Bürgermeister urkundlich erwähnt. Im Zuge der Zweiten Polnischen Teilung fiel Baranów an Preußen. Es lag in der von 1793 bis 1807 bestehenden Provinz Südpreußen. 1817 hatte Baranow zwei katholische Kirchen, 90 Häuser und 534 Einwohner, unter denen sich 22 Handwerker befanden.
Seit etwa 1860 stagnierte die Einwohnerentwicklung (siehe unten). Die Stadtgemeinde Baranow entschloss sich, wohl zur Vermeidung der Kosten für hauptamtliche Stadtbedienstete, mit Wirkung ab 1. April 1908 zur Annahme der Landgemeindeordnung.
Baranow gehörte bis 1919 zum Kreis Kempen in Posen in der preußischen Provinz Posen des Deutschen Reichs. Das Kreisgebiet mit Baranow musste 1919 in Erfüllung des Versailler Vertrags an die Zweite Polnische Republik abgetreten werden. 1939 wurde Baranow von der deutschen Wehrmacht besetzt. Nach Ende des Zweiten Weltkriegs wurden deutsche Einwohner vertrieben.

## Einwohnerzahlen

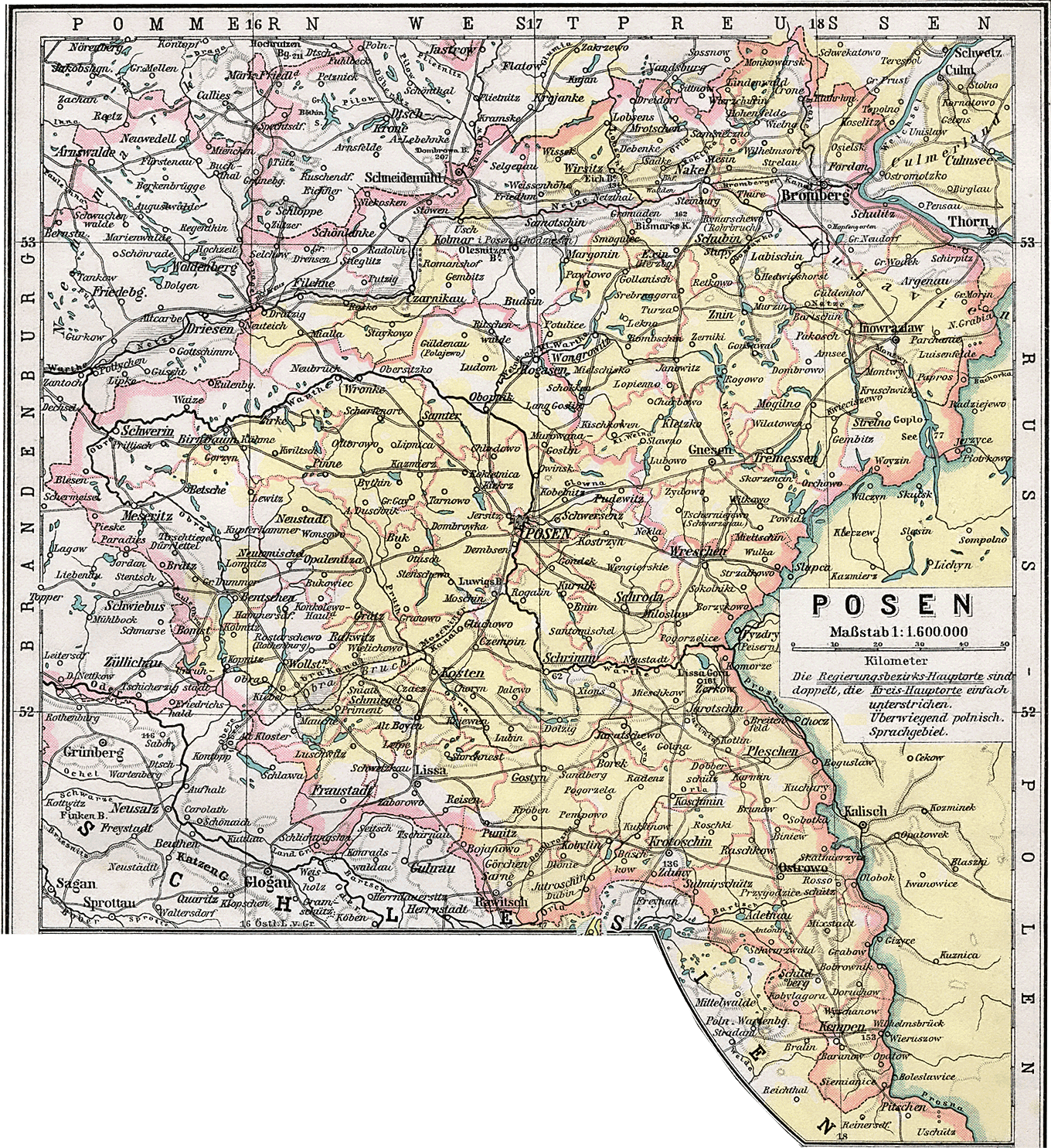
Baranow südöstlich der Stadt Posen und südlich der Stadt Kempen auf einer Landkarte der Provinz Posen von 1905 (gelb markierte Flächen kennzeichnen Gebiete mit seinerzeit mehrheitlich polnischsprachiger Bevölkerung)

- 1800: 486, „keine Juden“[8]
- 1816: 534[8]
- 1837: 815[8]
- 1843: 891[8]
- 1861: 936[8]
- 1871: 909[9]
- 1910: 902
- 2010: 1500.

## Gemeinde
Zur Landgemeinde (gmina wiejska) Baranów gehören zehn Dörfer mit einem Schulzenamt.

## Sehenswürdigkeiten

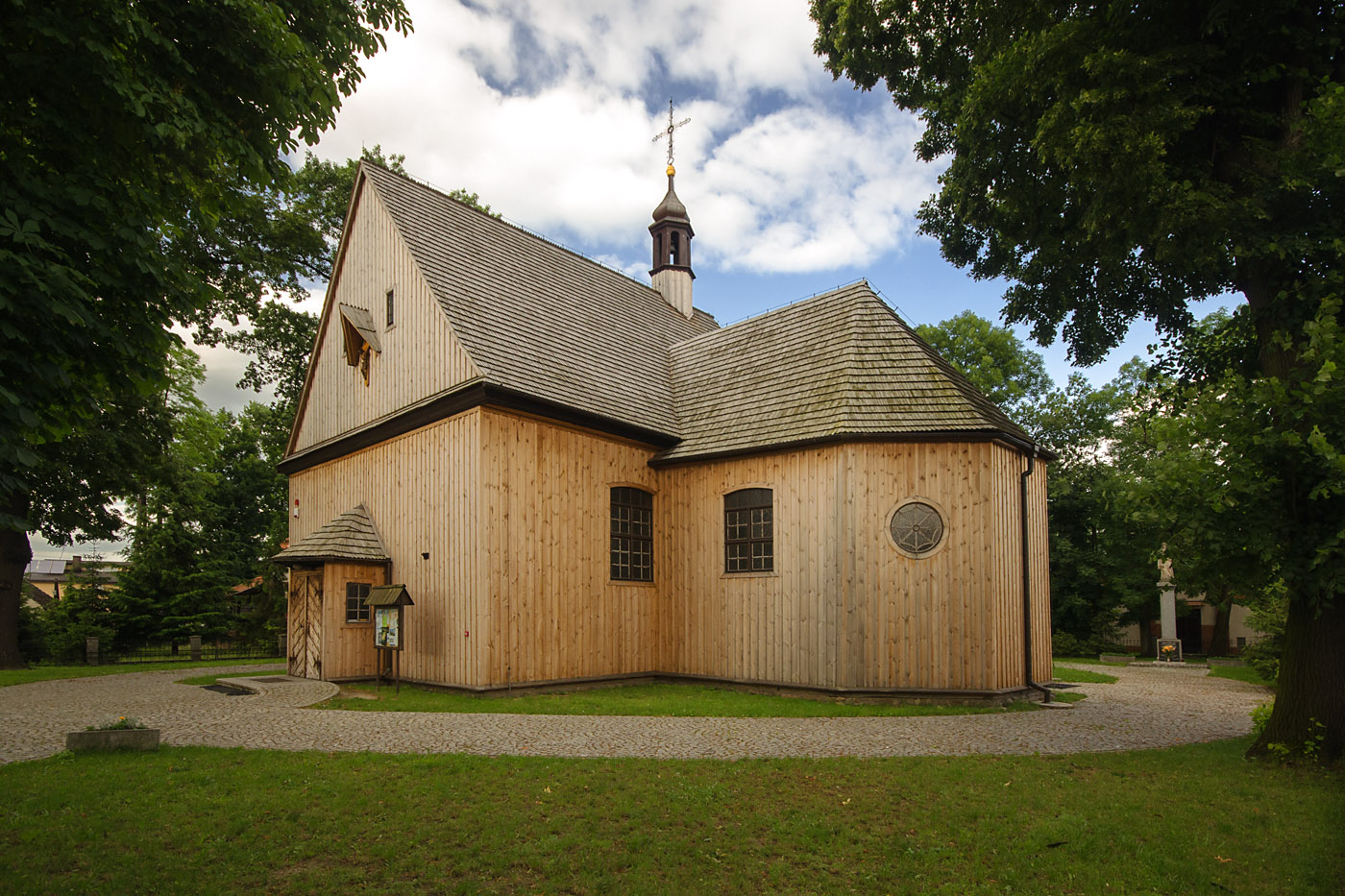
Holzkirche

- Holzkirche in Baranów zum Hl. Andrzej und Wawrzyniec von 1732.